# فهرست تلسکوپ‌های فضایی

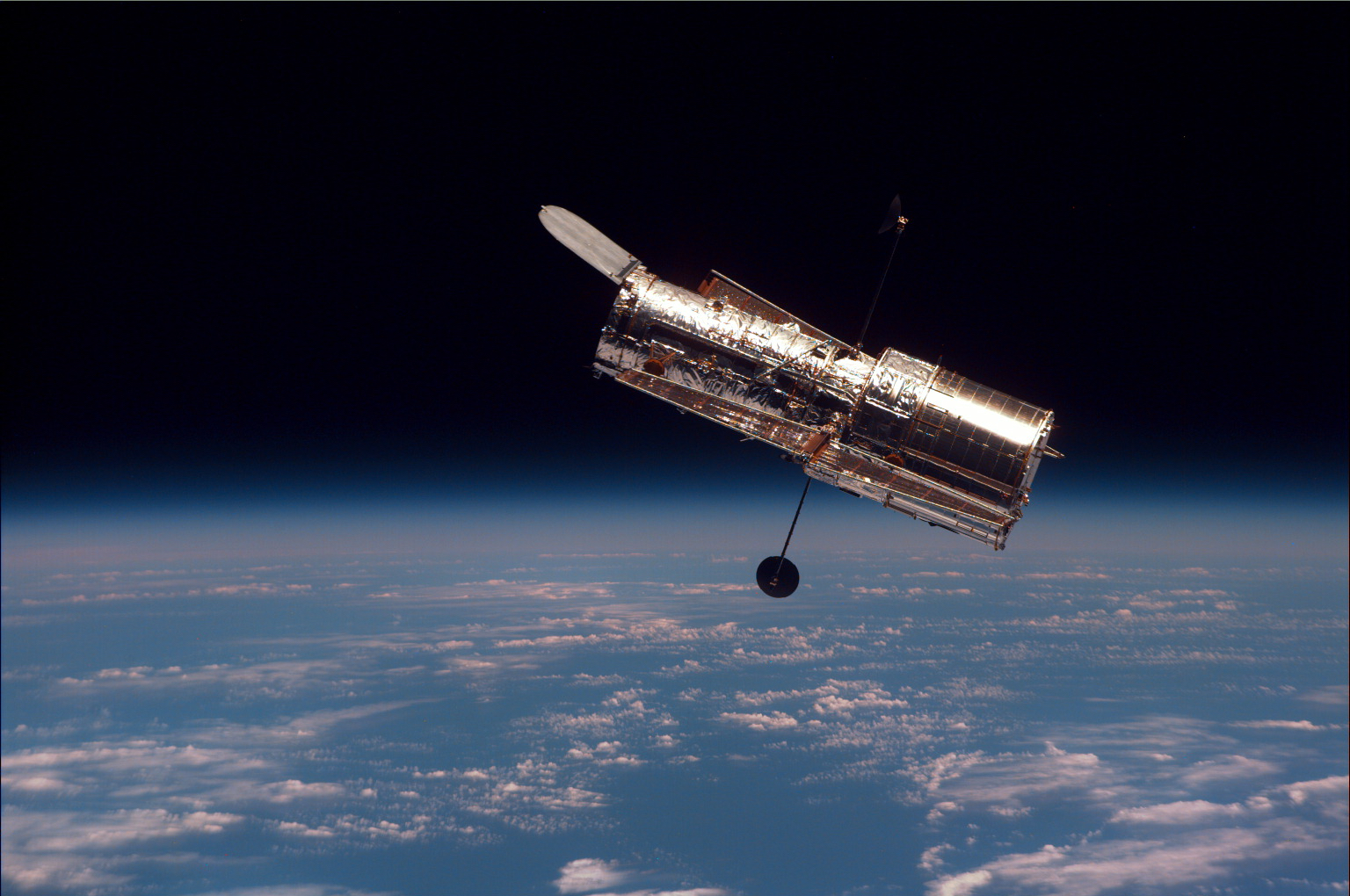
بالا: تلسکوپ فضایی هابل وسط: تلسکوپ فضایی جیمز وب، جانشین تلسکوپ هابل در ۲۰۲۱ به فضا ارسال شد. پایین: مقایسه قطر برخی از تلسکوپ‌های فضایی

فهرست تلسکوپ‌های فضایی (رصدخانه‌های فضایی نجومی) فهرستی از تلسکوپ‌هایی است که در فضای بیرونی قرار گرفته‌اند و مسئولیت رصد سیارات دوردست، کهکشان‌ها و دیگر اشیای فضایی را برعهده دارند. گستره‌ فرکانسی عملکرد این تلسکوپ‌ها شامل اشعه گاما، اشعه ایکس، فرابنفش، نور مرئی، فروسرخ، ریزموج و امواج رادیویی است. تلسکوپ‌هایی که بیش از یک محدوده فرکانسی را پوشش داده‌اند در تمامی بخش‌های مرتبط گنجانده شده‌اند. در این فهرست، نام تلسکوپ‌هایی که پرتوهای کیهانی یا الکترون‌ها را شناسایی می‌کنند و همچنین ابزارهایی که توانایی بررسی امواج گرانشی را دارند هم آورده شده‌است. اهداف خاص واقع در منظومه شمسی مانند خورشید و سیارات در این فهرست پوشش داده نشده‌اند.
به‌منظور تعیین فاصله مداری هر تلسکوپ، دو مقدار مداری ارایه شده‌است. برای تلسکوپ‌های موجود در مدار زمین، حداقل و حداکثر ارتفاع برحسب کیلومتر ارایه شده‌است. برای تلسکوپ‌های موجود در مدار خورشیدی، حداقل فاصله (حضیض) و حداکثر فاصله (اوج) بین تلسکوپ و مرکز جرم خورشید برحسب واحدهای نجومی (AU) آورده شده‌است.

## اشعه گاما
تلسکوپ‌های اشعه گاما، اقدام به جمع‌آوری و اندازه‌گیری امواج منفرد و پرانرژی اشعه گاما از هدف‌های اخترفیزیکی می‌نمایند. این امواج پرانرژی توسط جو زمین جذب می‌شوند و از همین‌رو مشاهده و جمع‌آوری آن‌ها مستلزم استفاده از بالن‌های مورد استفاده در ارتفاع بالا یا مأموریت‌های فضایی است. پرتوهای گاما می‌توانند توسط ابرنواخترها، ستاره‌های نوترونی، تپ‌اختر‌ها و سیاه‌چاله‌ها ایجاد شوند. انفجار پرتوهای گاما، با انرژی بسیار بالایی نیز شناسایی شده‌اند اما هنوز مورد ارزیابی و تشخیص قرار نگرفته‌اند.
| تصویر | نام                                                 | آژانس فضایی                                             | تاریخ ارسال     | تاریخ خاتمه   | محل (ارتفاع برحسب کیلومتر) | مراجع                |
| ----- | --------------------------------------------------- | ------------------------------------------------------- | --------------- | ------------- | -------------------------- | -------------------- |
|       | پروتون-۱                                            | برنامه فضایی شوروی                                      | ۱۶ ژوئیه ۱۹۶۵   | ۱۱ اکتبر ۱۹۶۵ | مدار زمین (۵۸۹–۱۸۳)        | [ ۲ ]                |
|       | پروتون-۲                                            | برنامه فضایی شوروی                                      | ۲ نوامبر ۱۹۶۵   | ۶ فوریه ۱۹۶۶  | مدار زمین (۶۳۷–۱۹۱)        | [ ۲ ]                |
|       | پروتون-۴                                            | برنامه فضایی شوروی                                      | ۱۶ نوامبر ۱۹۶۸  | ۲۴ ژوئیه ۱۹۶۹ | مدار زمین (۴۷۷–۲۴۸)        | [ ۳ ]                |
|       | ماهواره نجومی کوچک ۲ (SAS 2)                        | ناسا                                                    | ۱۵ نوامبر ۱۹۷۲  | ۸ ژوئن ۱۹۷۳   | مدار زمین (۶۳۲–۴۴۳)        | [ ۴ ] [ ۵ ]          |
|       | کُس-بی                                               | آژانس فضایی اروپا                                       | ۹ اوت ۱۹۷۵      | ۲۵ آوریل ۱۹۸۲ | مدار زمین (۳۳۹٫۶–۹۹٬۸۷۶)   | [ ۶ ] [ ۷ ] [ ۸ ]    |
|       | رصدخانه نجومی انرژی بالا-۳ (HEAO 3)                 | ناسا                                                    | ۲۰ سپتامبر ۱۹۷۹ | ۲۹ مه ۱۹۸۱    | مدار زمین (۴۸۶٫۴–۵۰۴٫۹)    | [ ۹ ] [ ۱۰ ] [ ۱۱ ]  |
|       | رصدخانه اخترفیزیکی بین‌المللی (GRANAT)               | مرکز ملی پژوهش‌های علمی فرانسه مؤسسه تحقیقات فضایی روسیه | ۱ دسامبر ۱۹۸۹   | ۲۵ مه ۱۹۹۹    | مدار زمین (۲۰۰٬۰۰۰–۲٬۰۰۰)  | [ ۱۲ ] [ ۱۳ ] [ ۱۴ ] |
|       | گاما                                                | روسکوسموس برنامه فضایی شوروی مرکز ملی مطالعات فضایی     | ۱ ژوئیه ۱۹۹۰    | ۱۹۹۲          | مدار زمین (۳۷۵)            | [ ۱۵ ]               |
|       | رصدخانه پرتوی گامای کامپتون (CGRO)                  | ناسا                                                    | ۵ آوریل ۱۹۹۱    | ۴ ژوئن ۲۰۰۰   | مدار زمین (۴۵۷–۳۶۲)        | [ ۱۶ ] [ ۱۷ ] [ ۱۸ ] |
|       | تصویرگر اشعه گامای انرژی پائین (LEGRI)              | انستیتوی ملی فناوری هوافضا (اسپانیا)                    | ۱۹ مه ۱۹۹۷      | فوریه ۲۰۰۲    | مدار زمین (۶۰۰)            | [ ۱۹ ] [ ۲۰ ]        |
|       | کاوشگر چشمه‌های پرانرژی گذار                         | ناسا                                                    | ۹ اکتبر ۲۰۰۰    | مارس ۲۰۰۸     | مدار زمین (۶۵۰–۵۹۰)        | [ ۲۱ ] [ ۲۲ ] [ ۲۳ ] |
|       | آزمایشگاه بین‌المللی اخترفیزیکی اشعه گاما (INTEGRAL) | آژانس فضایی اروپا                                       | ۱۷ اکتبر ۲۰۰۲   | —             | مدار زمین (۱۵۳٬۰۰۰–۶۳۹)    | [ ۲۴ ] [ ۲۵ ]        |
|       | سوئیفت                                              | ناسا                                                    | ۲۰ نوامبر ۲۰۰۴  | —             | مدار زمین (۶۰۴–۵۸۵)        | [ ۲۶ ] [ ۲۷ ]        |
|       | آشکارساز سبک تصویر گاما (AGILE)                     | سازمان فضایی ایتالیا                                    | ۲۳ آوریل ۲۰۰۷   | —             | مدار زمین (۵۵۳–۵۲۴)        | [ ۲۸ ] [ ۲۹ ]        |
|       | تلسکوپ فضایی پرتو گامای فرمی                        | ناسا                                                    | ۱۱ ژوئن ۲۰۰۸    | —             | مدار زمین (۵۵۵)            | [ ۳۰ ]               |
|       | کاوشگر ایکاروس (GAP)                                | جاکسا                                                   | ۲۱ مه ۲۰۱۰      | —             | مدار خورشید مرکزی          | [ ۳۱ ]               |

## اشعه ایکس
این تلسکوپ‌ها فوتون‌های دارای انرژی بالا موسوم به اشعه ایکس را اندازه‌گیری می‌کنند. چون اشعه ایکس، نمی‌تواند مسافت‌های طولانی را درون جو زمین طی کند، به‌همین علت، تنها می‌توان آن را در بخش‌های بالایی یا در خارج از جو مشاهده کرد. چندین نوع جسم نجومی از خود اشعه ایکس منتشر می‌کنند، از خوشه‌های کهکشان و سیاه‌چاله‌های موجود در هسته‌های کهکشانی فعال گرفته تا اجسام کهکشانی مانند بقایای ابرنواختر، ستاره‌ها و ستارهای دوتایی حاوی یک کوتوله سفید (ستاره‌های متغیر انفجاری)، ستاره نوترونی یا سیاه چاله (دوتایی اشعه ایکس). برخی از اجسام منظومه شمسی، از خود اشعه ایکس ساطع می‌کنند که قابل توجه‌ترین آنها ماه است، با این‌حال بیشتر تابش اشعه ایکس ناشی از ماه، در واقع بازتاب اشعه ایکس خورشیدی است. تصور می‌شود ترکیبی از بسیاری از منابع اشعه ایکس شناخته نشده، عامل ایجاد اشعه ایکس پس زمینه است.
| تصویر | نام                                                       | آژانس فضایی                                                  | تاریخ ارسال     | تاریخ خاتمه    | محل (ارتفاع برحسب کیلومتر)                     | مراجع                       |
| ----- | --------------------------------------------------------- | ------------------------------------------------------------ | --------------- | -------------- | ---------------------------------------------- | --------------------------- |
|       | اهورو                                                     | ناسا                                                         | ۱۲ دسامبر ۱۹۷۰  | مارس ۱۹۷۳      | مدار زمین (۵۷۲–۵۳۱)                            | [ ۳۲ ] [ ۳۳ ] [ ۳۴ ]        |
|       | ماهواره نجومی هلند (ANS)                                  | موسسه تحقیقات فضایی هلند (SRON)                              | ۳۰ اوت ۱۹۷۴     | ژوئن ۱۹۷۶      | مدار زمین (۱۱۷۶–۲۶۶)                           | [ ۳۵ ] [ ۳۶ ]               |
|       | آریل ۵                                                    | ناسا شوارای تحقیقاتی علم و مهندسی                            | ۱۵ اکتبر ۱۹۷۴   | ۱۴ مارس ۱۹۸۰   | مدار زمین (۵۲۰)                                | [ ۳۷ ] [ ۳۸ ]               |
|       | آریاباتا                                                  | سازمان پژوهش‌های فضایی هند                                    | ۱۹ آوریل ۱۹۷۵   | ۲۳ آوریل ۱۹۷۵  | مدار زمین (۶۱۹–۵۶۳)                            | [ ۳۹ ]                      |
|       | ماهواره نجومی کوچک ۳ (SAS-C)                              | ناسا                                                         | ۷ مه ۱۹۷۵       | آوریل ۱۹۷۹     | مدار زمین (۵۱۶–۵۰۹)                            | [ ۴۰ ] [ ۴۱ ] [ ۴۲ ]        |
|       | کُس-بی                                                     | آژانس فضایی اروپا                                            | ۹ اوت ۱۹۷۵      | ۲۵ آوریل ۱۹۸۲  | مدار زمین (۹۹٬۸۷۶–۳۳۹٫۶)                       | [ ۶ ] [ ۷ ] [ ۸ ]           |
|       | ماهواره تابشی کیهانی (CORSA)                              | موسسه فضا و علوم فضایی (ISAS)                                | ۶ فوریه ۱۹۷۶    | ۶ فوریه ۱۹۷۶   | ارسال ناموفق                                   | [ ۴۳ ] [ ۴۴ ]               |
|       | رصدخانه نجومی انرژی بالا-۱ (HEAO 1)                       | ناسا                                                         | ۱۲ اوت ۱۹۷۷     | ۹ ژانویه ۱۹۷۹  | مدار زمین (۴۴۵)                                | [ ۴۵ ] [ ۴۶ ] [ ۴۷ ]        |
|       | رصدخانه اینشتین (HEAO 2)                                  | ناسا                                                         | ۱۳ نوامبر ۱۹۷۸  | ۲۶ آوریل ۱۹۸۱  | مدار زمین (۴۷۶–۴۶۵)                            | [ ۴۸ ] [ ۴۹ ]               |
|       | هاکوچو (CORSA-b)                                          | مؤسسه فضا و علوم فضایی (ISAS)                                | ۲۱ فوریه ۱۹۷۹   | ۱۶ آوریل ۱۹۸۵  | مدار زمین (۴۳۳–۴۲۱)                            | [ ۵۰ ] [ ۵۱ ] [ ۵۲ ]        |
|       | رصدخانه نجومی انرژی بالا-۳ (HEAO 3)                       | ناسا                                                         | ۲۰ سپتامبر ۱۹۷۹ | ۲۹ مه ۱۹۸۱     | مدار زمین (۵۰۴٫۹–۴۸۶٫۴)                        | [ ۹ ] [ ۱۰ ] [ ۱۱ ]         |
|       | تِمنا (Astro-B)                                            | مؤسسه فضا و علوم فضایی (ISAS)                                | ۲۰ فوریه ۱۹۸۳   | ۱۹ ژانویه ۱۹۸۹ | مدار زمین (۵۰۳–۴۸۹)                            | [ ۵۳ ] [ ۵۴ ] [ ۵۵ ]        |
|       | آسترون                                                    | مؤسسه تحقیقات فضایی روسیه                                    | ۲۳ مارس ۱۹۸۳    | ژوئن ۱۹۸۹      | مدار زمین (۲۰۰٬۰۰۰–۲٬۰۰۰)                      | [ ۵۶ ] [ ۵۷ ] [ ۵۸ ]        |
|       | ماهواره رصدخانه‌ای اشعه ایکس اروپایی (EXOSAT)              | آژانس فضایی اروپا                                            | ۲۶ مه ۱۹۸۳      | ۸ آوریل ۱۹۸۶   | مدار زمین (۱۹۱٬۷۰۹–۳۴۷)                        | [ ۵۹ ] [ ۶۰ ] [ ۶۱ ]        |
|       | گینگا (Astro-C)                                           | موسسه فضا و علوم فضایی (ISAS)                                | ۵ فوریه ۱۹۸۷    | ۱ نوامبر ۱۹۹۱  | مدار زمین (۷۰۸–۵۱۷)                            | [ ۶۲ ] [ ۶۳ ] [ ۶۴ ]        |
|       | رصدخانه اخترفیزیکی بین‌المللی (GRANAT)                     | مرکز ملی پژوهش‌های علمی فرانسه مؤسسه تحقیقات فضایی روسیه      | ۱ دسامبر ۱۹۸۹   | ۲۵ مه ۱۹۹۹     | مدار زمین (۲۰۰٬۰۰۰–۲٬۰۰۰)                      | [ ۱۲ ] [ ۱۳ ] [ ۱۴ ]        |
|       | روسات (ROSAT)                                             | ناسا مرکز هوافضای آلمان                                      | ۱ ژوئن ۱۹۹۰     | ۱۲ فوریه ۱۹۹۹  | مدار قبلی زمین (۵۸۰) ورود به جو: ۲۳ اکتبر ۲۰۱۱ | [ ۶۵ ] [ ۶۶ ] [ ۶۷ ] [ ۶۸ ] |
|       | تلسکوپ اشعه ایکس پهن باند (Astro 1)                       | ناسا                                                         | ۲ دسامبر ۱۹۹۰   | ۱۱ دسامبر ۱۹۹۰ | مدار زمین (۵۰۰)                                | [ ۶۹ ] [ ۷۰ ]               |
|       | ماهواره پیشرفته کیهان‌شناسی و اخترفیزیک (ASCA, Astro-D)    | ناسا موسسه فضا و علوم فضایی (ISAS)                           | ۲۰ فوریه ۱۹۹۳   | ۲ مارس ۲۰۰۱    | مدار زمین (۶۱۵٫۳–۵۲۳٫۶)                        | [ ۷۱ ] [ ۷۲ ]               |
|       | آرایه سنسورهای تصویربرداری اشعه ایکس با انرژی کم (Alexis) | آزمایشگاه ملی لس آلاموس                                      | ۲۵ آوریل ۱۹۹۳   | ۲۰۰۵           | مدار زمین (۸۴۴–۷۴۹)                            | [ ۷۳ ] [ ۷۴ ] [ ۷۵ ]        |
|       | کاوشگر زمان‌سنج پرتو ایکس روسی (RXTE)                      | ناسا                                                         | ۳۰ دسامبر ۱۹۹۵  | ۳ ژانویه ۲۰۱۲  | مدار زمین (۴۰۹)                                | [ ۷۶ ] [ ۷۷ ] [ ۷۸ ]        |
|       | بپوساکس                                                   | سازمان فضایی ایتالیا                                         | ۳۰ آوریل ۱۹۹۶   | ۳۰ آوریل ۲۰۰۲  | مدار زمین (۵۹۴–۵۷۵)                            | [ ۷۹ ] [ ۸۰ ] [ ۸۱ ]        |
|       | تصویربرداری پهن باند پرتو ایکس از سراسر آسمان (ABRIXAS)   | مرکز هوافضای آلمان                                           | ۲۸ آوریل ۱۹۹۹   | ۱ ژوئیه ۱۹۹۹   | مدار زمین (۵۹۸–۵۴۹)                            | [ ۸۲ ] [ ۸۳ ] [ ۸۴ ]        |
|       | رصدخانه پرتو ایکس چاندرا                                  | ناسا                                                         | ۲۳ ژوئیه ۱۹۹۹   | —              | مدار زمین (۱۴۰٬۰۰۰–۹٬۹۴۲)                      | [ ۸۵ ] [ ۸۶ ]               |
|       | ایکس‌ام‌ام نیوتن                                            | آژانس فضایی اروپا                                            | ۱۰ دسامبر ۱۹۹۹  | —              | مدار زمین (۱۱۴٬۰۰۰–۷٬۳۶۵)                      | [ ۸۷ ] [ ۸۸ ]               |
|       | کاوشگر چشمه‌های پرانرژی گذار (HETE 2)                      | ناسا                                                         | ۹ اکتبر ۲۰۰۰    | مارس ۲۰۰۸      | مدار زمین (۶۵۰–۵۹۰)                            | [ ۲۱ ] [ ۲۲ ] [ ۸۹ ]        |
|       | آزمایشگاه اخترفیزیک بین‌المللی اشعه گاما (INTEGRAL)        | آژانس فضایی اروپا                                            | ۱۷ اکتبر ۲۰۰۲   | —              | مدار زمین (۱۵۳٬۰۰۰–۶۳۹)                        | [ ۲۴ ] [ ۲۵ ]               |
|       | سوئیفت                                                    | ناسا                                                         | ۲۰ نوامبر ۲۰۰۴  | —              | مدار زمین (۶۰۴–۵۸۵)                            | [ ۲۶ ] [ ۲۷ ]               |
|       | سوزاکو (Astro-E2)                                         | جاکسا ناسا                                                   | ۱۰ ژوئیه ۲۰۰۵   | ۲ سپتامبر ۲۰۱۵ | مدار زمین (۵۵۰)                                | [ ۹۰ ] [ ۹۱ ]               |
|       | آشکارساز سبک تصویر گاما (AGILE)                           | سازمان فضایی ایتالیا                                         | ۲۳ آوریل ۲۰۰۷   | —              | مدار زمین (۵۵۳–۵۲۴)                            | [ ۲۸ ] [ ۲۹ ]               |
|       | تلسکوپ آرایه‌ای طیف‌سنجی هسته‌ای (NuSTAR)                    | ناسا                                                         | ۱۳ ژوئن ۲۰۱۲    | —              | مدار زمین (۶۰۳٫۵)                              | [ ۹۲ ] [ ۹۳ ] [ ۹۴ ]        |
|       | آستروسات                                                  | سازمان پژوهش‌های فضایی هند                                    | ۲۸ سپتامبر ۲۰۱۵ | —              | مدار زمین (۶۵۰–۶۰۰)                            | [ ۹۵ ] [ ۹۶ ] [ ۹۷ ]        |
|       | هیتومی (فضاپیما) (Astro-H)                                | جاکسا                                                        | ۱۷ فوریه ۲۰۱۶   | ۲۸ آوریل ۲۰۱۶  | مدار زمین (۵۷۵)                                | [ ۹۸ ] [ ۹۹ ] [ ۱۰۰ ]       |
|       | میخایلو لومونوسوف                                         | دانشگاه دولتی مسکو                                           | ۲۸ آوریل ۲۰۱۶   | ۳۰ ژوئن ۲۰۱۸   | مدار زمین (۴۹۳–۴۷۸)                            | [ ۱۰۱ ] [ ۱۰۲ ]             |
|       | رصدخانه تلفیقی پرتوهای ایکس پرانرژی (HXMT)                | سازمان ملی فضایی چین آکادمی علوم چین                         | ۱۴ ژوئن ۲۰۱۷    | —              | مدار پائینی زمین (۵۵۴٫۱–۵۴۵)                   | [ ۱۰۳ ]                     |
|       | اسپکتر-آرجی                                               | مؤسسه تحقیقات فضایی روسیه انستیتوی فیزیک فرازمینی ماکس پلانک | ۱۳ ژوئیه ۲۰۱۹   | —              | خورشید - زمین، نقطه لاگرانژی ال-۲              | [ ۱۰۴ ]                     |
|       | کاوشگر تصویربرداری قطبش‌سنجی اشعه ایکس (IXPE)              | ناسا                                                         | ۹ دسامبر ۲۰۲۱   | —              | مدار پایین زمین                                | [ ۱۰۵ ] [ ۱۰۶ ]             |

## امواج فرابنفش
تلسکوپ‌های فرابنفش انجام مشاهدات نجومی در محدوده امواج فرابنفش را ممکن می‌سازند، محدوده‌ای در حدود ۱۰ تا ۳۲۰ نانومتر. نور در این طول موج‌ها توسط جو زمین جذب می‌شود، بنابراین مشاهدات در این طول موج‌ها باید از قسمت بالایی جو زمین یا در فضای خارج از جو انجام شود. خورشید، ستاره‌های دیگر و کهکشان‌ها از جمله اجسامی هستند که از خود نور فرابنفش منتشر می‌کنند.
| تصویر | نام                                                   | آژانس فضایی                                         | تاریخ ارسال                                        | تاریخ خاتمه       | محل (ارتفاع برحسب کیلومتر)                        | مراجع                |
| ----- | ----------------------------------------------------- | --------------------------------------------------- | -------------------------------------------------- | ----------------- | ------------------------------------------------- | -------------------- |
|       | رصدخانه نجومی مداری-۲ (OAO-2)                         | ناسا                                                | ۷ دسامبر ۱۹۶۸                                      | ژانویه ۱۹۷۳       | مدار زمین (۷۵۸–۷۴۹)                               | [ ۱۰۹ ]              |
|       | تلسکوپ فضایی اوریون                                   | اتحاد جماهیر شوروی                                  | ۱۹ آوریل ۱۹۷۱ (اوریون ۱) ۱۸ دسامبر ۱۹۷۳ (اوریون ۲) | ۱۹۷۱، ۱۹۷۳        | مدار زمین (اوریون ۱: ۲۲۲–۲۰۰) (اوریون ۲: ۲۴۷–۱۸۸) | [ ۱۱۰ ] [ ۱۱۱ ]      |
|       | دوربین/طیف‌نگار فرابنفش دور (UVC)                      | ناسا                                                | ۱۶ آوریل ۱۹۷۲                                      | ۲۳ آوریل ۱۹۷۲     | ارتفاعات دکارت روی ماه                            | [ ۱۱۲ ]              |
|       | رصدخانه نجومی مداری (OAO-3)                           | ناسا                                                | ۲۱ اوت ۱۹۷۲                                        | فوریه ۱۹۸۱        | مدار زمین (۷۲۴–۷۱۳)                               | [ ۱۱۳ ]              |
|       | ماهواره نجومی هلند (ANS)                              | موسسه تحقیقات فضایی هلند                            | ۳۰ اوت ۱۹۷۴                                        | ژوئن ۱۹۷۶         | مدار زمین (۱۱۷۶–۲۶۶)                              | [ ۳۵ ] [ ۳۶ ]        |
|       | کاوشگر فرابنفش بین‌المللی (IUE)                        | ناسا آژانس فضایی اروپا شوارای تحقیقاتی علم و مهندسی | ۲۶ ژانویه ۱۹۷۸                                     | ۳۰ سپتامبر ۱۹۹۶   | مدار زمین (۵۲٬۲۵۴–۳۲٬۰۵۰)                         | [ ۱۱۴ ] [ ۱۱۵ ]      |
|       | آسترون                                                | مؤسسه تحقیقات فضایی روسیه                           | ۲۳ مارس ۱۹۸۳                                       | ژوئن ۱۹۸۹         | مدار زمین (۲۰۰٬۰۰۰–۲٬۰۰۰)                         | [ ۵۶ ] [ ۵۷ ] [ ۵۸ ] |
|       | تلسکوپ فضایی هابل                                     | ناسا آژانس فضایی اروپا                              | ۲۴ آوریل ۱۹۹۰                                      | —                 | مدار زمین (۶۱۰٫۴۴–۵۸۶٫۴۷)                         | [ ۱۱۶ ]              |
|       | تلسکوپ اشعه ایکس پهن باند (Astro 1)                   | ناسا                                                | ۲ دسامبر ۱۹۹۰                                      | ۱۱ دسامبر ۱۹۹۰    | مدار زمین (۵۰۰)                                   | [ ۶۹ ] [ ۷۰ ]        |
|       | کاوشگر فرابنفش بسیار دور (EUVE)                       | ناسا                                                | ۷ ژوئن ۱۹۹۲                                        | ۳۱ ژانویه ۲۰۰۱    | مدار زمین (۵۲۷–۵۱۵)                               | [ ۱۱۷ ] [ ۱۱۸ ]      |
|       | اس‌تی‌اس-۶۷                                             | ناسا                                                | ۲ مارس ۱۹۹۳                                        | ۱۸ مارس ۱۹۹۳      | مدار زمین (۳۶۳–۳۴۹)                               | [ ۱۱۹ ] [ ۱۲۰ ]      |
|       | کاوشگر طیف‌سنج فرابنفش دور (FUSE)                      | ناسا مرکز ملی مطالعات فضایی آژانس فضایی کانادا      | ۲۴ ژوئن ۱۹۹۹                                       | ۱۲ ژوئیه ۲۰۰۷     | مدار زمین (۷۶۷–۷۵۲)                               | [ ۱۲۱ ] [ ۱۲۲ ]      |
|       | طیف‌سنج بین‌ستاره‌ای داغ کیهانی (CHIPS)                  | ناسا                                                | ۱۳ ژانویه ۲۰۰۳                                     | ۱۱ آوریل ۲۰۰۸     | مدار زمین (۵۹۴–۵۷۸)                               | [ ۱۲۳ ] [ ۱۲۴ ]      |
|       | گلکس (GALEX)                                          | ناسا                                                | ۲۸ آوریل ۲۰۰۳                                      | ۲۸ ژوئن ۲۰۱۳      | مدار زمین (۶۹۷–۶۹۱)                               | .                    |
|       | موسسه پیشرفته کره‌ای علم و فناوری ماهواره (Kaistsat 4) | مؤسسه تحقیقات هوا و فضا کره                         | ۲۷ سپتامبر ۲۰۰۳                                    | ۲۰۰۷              | مدار زمین (۶۹۵–۶۷۵)                               | [ ۱۲۷ ] [ ۱۲۸ ]      |
|       | سوئیفت (Swift)                                        | ناسا                                                | ۲۰ نوامبر ۲۰۰۴                                     | —                 | مدار زمین (۶۰۴–۵۸۵)                               | [ ۲۶ ] [ ۲۷ ]        |
|       | رابط طیف‌سنجی تصویربرداری منطقه (IRIS)                 | ناسا                                                | ۲۷ ژوئن ۲۰۱۳                                       | —                 | مدار زمین                                         | [ ۱۲۹ ] [ ۱۳۰ ]      |
|       | هیساکی (SPRINT-A)                                     | جاکسا                                               | ۱۴ سپتامبر ۲۰۱۳                                    | —                 | —                                                 | [ ۱۳۱ ]              |
|       | آزمایش موشک طیفی ونوس                                 | ناسا                                                | ۲۶ نوامبر ۲۰۱۳                                     | قابل استفاده مجدد | زیرمداری (۳۰۰)                                    | [ ۱۳۲ ]              |
|       | چانگ ای ۳                                             | سازمان ملی فضایی چین                                | ۱ دسامبر ۲۰۱۳                                      | —                 | سطح ماه                                           | [ ۱۳۳ ]              |
|       | آستروسات                                              | سازمان پژوهش‌های فضایی هند                           | ۲۸ سپتامبر ۲۰۱۵                                    | —                 | مدار زمین (۶۵۰–۶۰۰)                               | [ ۹۶ ] [ ۹۵ ] [ ۹۷ ] |

## نور مرئی
مشاهده اجسام آسمانی با کمک نور مرئی در واقع کهن‌ترین شکل اخترشناسی است، نوری که طول موج آن در گستره‌ای در حدود ۴۰۰ تا ۷۰۰ نانومتر قرار دارد. قرار دادن یک تلسکوپ نوری در فضا، موجب حذف محدودیت‌ها و اعوجاج‌های نوری و ارائه تصاویر با وضوح بالاتر می‌شوند، کیفیتی که امکان دست‌یابی به آن با کمک تلسکوپ‌های نوری واقع برروی زمین، ممکن نیست. از تلسکوپ‌های نوری برای مشاهده سیارات، ستاره‌ها، کهکشان‌ها، سحابی‌های سیاره‌ای و قرص‌های پیش‌سیاره‌ای و بسیاری از پدیده‌ها و اجسام آسمانی استفاده می‌شود.
| تصویر | نام                                       | آژانس فضایی                                    | تاریخ ارسال               | تاریخ خاتمه   | محل (ارتفاع برحسب کیلومتر)                  | مراجع                   |
| ----- | ----------------------------------------- | ---------------------------------------------- | ------------------------- | ------------- | ------------------------------------------- | ----------------------- |
|       | هیپارکوس                                  | آژانس فضایی اروپا                              | ۸ اوت ۱۹۸۹                | مارس ۱۹۹۳     | مدار زمین (۲۲۳–۳۵٬۶۳۲)                      | [ ۱۳۶ ] [ ۱۳۷ ] [ ۱۳۸ ] |
|       | تلسکوپ فضایی هابل                         | ناسا آژانس فضایی اروپا                         | ۲۴ آوریل ۱۹۹۰             | -             | مدار زمین (۶۱۰٫۴۴–۵۸۶٫۴۷)                   | [ ۱۱۶ ]                 |
|       | تلسکوپ فضائی موست                         | آژانس فضایی کانادا                             | ۳۰ ژوئن ۲۰۰۳              | مارس ۲۰۱۹     | مدار زمین (۸۳۲–۸۱۹)                         | [ ۱۳۹ ] [ ۱۴۰ ]         |
|       | رصدخانهٔ فضایی سوئیفت                      | ناسا                                           | ۲۰ نوامبر ۲۰۰۴            | -             | مدار زمین (۶۰۴–۵۸۵)                         | [ ۲۶ ] [ ۲۷ ]           |
|       | کوروت                                     | آژانس فضایی اروپا مرکز ملی مطالعات فضایی       | ۲۷ دسامبر ۲۰۰۶            | ۲۰۱۳          | مدار زمین (۸۸۴–۸۷۲)                         | [ ۱۴۱ ] [ ۱۴۲ ]         |
|       | کپلر                                      | ناسا                                           | ۶ مارس ۲۰۰۹               | ۳۰ اکتبر ۲۰۱۸ | در حال چرخش در مدار خورشید مرکزی به‌دور زمین | [ ۱۴۳ ] [ ۱۴۴ ] [ ۱۴۵ ] |
|       | کاوشگر هدف روشن (BRITE)                   | اتریش کانادا لهستان                            | ۲۵ فوریه ۲۰۱۳–۱۹ اوت ۲۰۱۴ | -             | مدار زمین                                   | [ ۱۴۶ ]                 |
|       | ماهواره دیدبان و شهاب‌سنگ‌یاب (NEOSSat)     | آژانس فضایی کانادا تحقیقات دفاع و توسعه کانادا | ۲۵ فوریه ۲۰۱۳             | -             | مدار خورشیدآهنگ زمین (۷۹۲–۷۷۶)              | [ ۱۴۷ ] [ ۱۴۸ ]         |
|       | گایا                                      | آژانس فضایی اروپا                              | ۱۹ دسامبر ۲۰۱۳            | -             | خورشید - زمین نقطه لاگرانژی ال-۲            | [ ۱۴۹ ]                 |
|       | آستروسات                                  | سازمان پژوهش‌های فضایی هند                      | ۲۸ سپتامبر ۲۰۱۵           | -             | مدار زمین (۶۵۰–۶۰۰)                         | [ ۹۵ ] [ ۹۶ ] [ ۹۷ ]    |
|       | ماهواره نقشه‌بردار فراخورشیدی گذران (TESS) | ناسا                                           | ۱۸ آوریل ۲۰۱۸             | -             | مدار بالایی زمین                            | [ ۱۵۰ ]                 |
|       | چیاپس (CHEOPS)                            | آژانس فضایی اروپا                              | ۱۸ دسامبر ۲۰۱۹            | -             | مدار خورشیدآهنگ                             | [ ۱۵۱ ]                 |

## فروسرخ و زیرمیلی‌متری
نور فروسرخ دارای انرژی کمتری نسبت به نور مرئی است، از این‌رو، توسط منابعی که دارای دمای کمتری یا در حال دورشدن با سرعت زیاد از ناظر هستند، منتشر می‌شود. به‌همین ترتیب، امکان مشاهده مواردی مانند ستاره‌های سرد (مانند کوتوله‌های قهوه‌ای)، سحابی‌ها و کهکشان‌های دارای انتقال به سرخ با کمک امواج فروسرخ وجود دارد.
| تصویر | نام                                       | آژانس فضایی                                      | تاریخ ارسال    | تاریخ خاتمه                            | محل (ارتفاع برحسب کیلومتر)          | مراجع                                   |
| ----- | ----------------------------------------- | ------------------------------------------------ | -------------- | -------------------------------------- | ----------------------------------- | --------------------------------------- |
|       | ایراس                                     | ناسا                                             | ۲۵ ژانویه ۱۹۸۳ | ۲۱ نوامبر ۱۹۸۳                         | مدار زمین (۹۰۳–۸۸۹)                 | [ ۱۵۳ ] [ ۱۵۴ ]                         |
|       | تلسکوپ مادون قرمز در فضا                  | مؤسسه فضا و علوم فضایی آژانس توسعه فضای ملی ژاپن | ۱۸ مارس ۱۹۹۵   | ۲۵ آوریل ۱۹۹۵                          | مدار زمین (۴۸۶)                     | [ ۱۵۵ ] [ ۱۵۶ ]                         |
|       | رصدخانه فضایی فروسرخ (ISO)                | آژانس فضایی اروپا                                | ۱۷ نوامبر ۱۹۹۵ | ۱۶ مه ۱۹۹۸                             | مدار زمین (۷۰٬۵۰۰–۱۰۰۰)             | [ ۱۵۷ ] [ ۱۵۸ ] [ ۱۵۹ ]                 |
|       | آزمایش فضایی میان دوره‌ای (MSX)            | نیروی دریایی ایالات متحده آمریکا                 | ۲۴ آوریل ۱۹۹۶  | ۲۶ فوریه ۱۹۹۷                          | مدار زمین (۹۰۰)                     | [ ۱۶۰ ]                                 |
|       | ماهواره نجومی موج زیرمیلی‌متری (SWAS)      | ناسا                                             | ۶ دسامبر ۱۹۹۸  | ۲۰۰۵ (آخرین استفاده)                   | مدار زمین (۶۵۱–۶۳۸)                 | [ ۱۶۱ ] [ ۱۶۲ ]                         |
|       | کاوشگر فروسرخ میدان گسترده (WIRE)         | ناسا                                             | ۵ مارس ۱۹۹۹    | بدون مشاهده                            | بازگشت به زمین (۱۰ مه ۲۰۱۱)         | [ ۱۶۳ ] [ ۱۶۴ ]                         |
|       | تلسکوپ فضایی اسپیتزر                      | ناسا                                             | ۲۵ اوت ۲۰۰۳    | ۳۰ ژانویه ۲۰۲۰                         | مدار خورشیدی (۱٫۰۲–۰٫۹۸ واحد نجومی) | [ ۱۶۵ ] [ ۱۶۶ ] [ ۱۶۷ ]                 |
|       | آکاری (Astro-F)                           | جاکسا                                            | ۲۱ فوریه ۲۰۰۶  | ۲۴ نوامبر ۲۰۱۱                         | مدار زمین (۶۱۰٫۴۴–۵۸۶٫۴۷ کیلومتر)   | [ ۱۶۸ ] [ ۱۶۹ ] [ ۱۷۰ ]                 |
|       | رصدخانه فضایی هرشل                        | ناسا آژانس فضایی اروپا                           | ۱۴ مه ۲۰۰۹     | ۲۹ آوریل ۲۰۱۳                          | خورشید-زمین نقطه لاگرانژی ال-۲      | [ ۱۷۱ ] [ ۱۷۲ ] [ ۱۷۳ ] [ ۱۷۴ ] [ ۱۷۵ ] |
|       | کاوشگر نقشه‌بردار فروسرخ میدان وسیع (WISE) | ناسا                                             | ۱۴ دسامبر ۲۰۰۹ | فوریه ۲۰۱۱-اوت ۲۰۱۳ (توقف موقت فعالیت) | مدار زمین (۵۰۰ کیلومتر)             | [ ۱۷۶ ] [ ۱۷۷ ] [ ۱۷۸ ]                 |
|       | چیاپس (CHEOPS)                            | آژانس فضایی اروپا                                | ۱۸ دسامبر ۲۰۱۹ | -                                      | مدار خورشیدآهنگ                     | [ ۱۵۱ ]                                 |
|       | تلسکوپ فضایی جیمز وب (JWST)               | ناسا آژانس فضایی اروپا آژانس فضایی کانادا        | ۲۵ دسامبر ۲۰۲۱ | -                                      | خورشید - زمین، نقطه لاگرانژی ال-۲   | [ ۱۷۹ ]                                 |

## امواج ریزموج
تلسکوپ‌های فضایی ریزموج به‌طور عمده برای اندازه‌گیری پارامترهای کیهان‌شناسی ناشی از پس زمینه ریزموج کیهانی به‌کار رفته‌اند. آنها همچنین تابش سنکروترون، تابش ترمزی، گرد و غبار چرخش کهکشان راه شیری، امواج رادیویی برون کهکشانی و خوشه‌های کهکشانی را با کمک اثر سونیائف زلدوویچ، اندازه‌گیری می‌کنند.
| تصویر | نام                                        | آژانس فضایی       | تاریخ ارسال    | تاریخ خاتمه    | محل (ارتفاع برحسب کیلومتر)                                          | مراجع                   |
| ----- | ------------------------------------------ | ----------------- | -------------- | -------------- | ------------------------------------------------------------------- | ----------------------- |
|       | کاوشگر زمینه کیهان (COBE)                  | ناسا              | ۱۸ نوامبر ۱۹۸۹ | ۲۳ دسامبر ۱۹۹۳ | مدار زمین (۹۰۰)                                                     | [ ۱۸۱ ] [ ۱۸۲ ]         |
|       | اودین                                      | شرکت فضایی سوئد   | ۲۰ فوریه ۲۰۰۱  | -              | مدار زمین (۶۲۲)                                                     | [ ۱۸۳ ] [ ۱۸۴ ]         |
|       | کاوشگر ناهمسان‌گرد ریزموجی ویلکینسون (WMAP) | ناسا              | ۳۰ ژوئن ۲۰۰۱   | اکتبر ۲۰۱۰     | خورشید-زمین نقطه لاگرانژی ال-۲                                      | [ ۱۸۵ ]                 |
|       | پلانک                                      | آژانس فضایی اروپا | ۱۴ مه ۲۰۰۹     | اکتبر ۲۰۱۳     | خورشید-زمین نقطه لاگرانژی ال-۲ (مأموریت) چرخش به‌دور خورشید (رهاشده) | [ ۱۷۴ ] [ ۱۸۶ ] [ ۱۸۷ ] |

## امواج رادیویی
به‌دلیل این‌که جو زمین برای عبور امواج رادیویی شفاف است، تلسکوپ‌های رادیویی موجود در فضا، بیشترین استفاده از این نوع تلسکوپ‌ها برای تداخل‌سنجی خط پایه بسیار طولانی است. این کار به این صورت انجام می‌پذیرد که مشاهده همزمان جسم هدف توسط یک ماهواره و یک تلسکوپ مستقر انجام می‌شود. مشاهدات می‌تواند از بقایای ابرنواخترها، میزرهای نجومی، همگرایی گرانشی، کهکشان‌های ستاره‌فشان و بسیاری از موارد دیگر باشد.
| تصویر | نام           | آژانس فضایی            | تاریخ عرضه    | خاتمه یافت     | محل (ارتفاع برحسب کیلومتر) | مراجع                   |
| ----- | ------------- | ---------------------- | ------------- | -------------- | -------------------------- | ----------------------- |
|       | هالکا (HALCA) | مؤسسه فضا و علوم فضایی | ۱۲ فوریه ۱۹۹۷ | ۳۰ نوامبر ۲۰۰۵ | مدار زمین (۲۴٬۴۰۰–۵۶۰)     | [ ۱۸۸ ] [ ۱۸۹ ] [ ۱۹۰ ] |
|       | اسپکتر-آر     | مرکز فضایی آسترو       | ۱۸ ژوئیه ۲۰۱۱ | ۱۱ ژانویه ۲۰۱۹ | مدار زمین (۳۹۰٬۰۰۰–۱۰٬۰۰۰) | [ ۱۹۱ ] [ ۱۹۲ ]         |

## تشخیص ذره
فضاپیما و ماژول‌های فضایی که ردیابی ذرات را انجام می‌دهند، به‌دنبال پرتوهای کیهانی و الکترون هستند. این پرتوها می‌توانند توسط خورشید (ذرات خورشیدی پرانرژی)، کهکشان راه شیری (پرتوهای کیهانی کهکشانی) و منابع برون کهکشانی (پرتوهای کیهانی برون کهکشانی) منتشر شوند. همچنین پرتوهای کیهانی با انرژی بسیار بالا ناشی از هسته‌های فعال کهکشانی وجود دارند که می‌توانند توسط ردیاب‌های زمینی از طریق شارش ذرات شناسایی شوند.
| تصویر | نام                           | آژانس فضایی                                                                                             | تاریخ عرضه      | خاتمه یافت    | محل (ارتفاع برحسب کیلومتر)                 | مراجع               |
| ----- | ----------------------------- | --- | --------------- | ------------- | ------------------------------------------ | ------------------- |
|       | پروتون-۱                      | برنامه فضایی شوروی                                                                                      | ۱۶ ژوئیه ۱۹۶۵   | ۱۱ اکتبر ۱۹۶۵ | مدار زمین (۵۸۹–۱۸۳)                        | [ ۲ ]               |
|       | پروتون-۲                      | برنامه فضایی شوروی                                                                                      | ۲ نوامبر ۱۹۶۵   | ۶ فوریه ۱۹۶۶  | مدار زمین (۶۳۷–۱۹۱)                        | [ ۲ ]               |
|       | رصدخانه نجومی انرژی بالا-۳    | ناسا | ۲۰ سپتامبر ۱۹۷۹ | ۲۹ مه ۱۹۸۱    | مدار زمین (۵۰۴٫۹–۴۸۶٫۴)                    | [ ۹ ] [ ۱۰ ] [ ۱۱ ] |
|       | سامپکس (SAMPEX)               | ناسا انستیتوی فیزیک فرازمینی ماکس پلانک                                                                 | ۳ ژوئیه ۱۹۹۲    | ۳۰ ژوئن ۲۰۰۴  | مدار زمین (۶۸۷–۵۱۲)                        | [ ۱۹۳ ]             |
|       | طیف‌سنج مغناطیسی آلفا (AMS-01) | ناسا | ۲ ژوئن ۱۹۹۸     | ۱۲ ژوئن ۱۹۹۸  | مدار زمین (۲۹۶)                            | [ ۱۹۴ ]             |
|       | پاملا (PAMELA)                | روسکوسموس مرکز هوافضای آلمان سازمان فضایی ایتالیا آژانس فضایی ملی سوئد موسسه ملی فیزیک هسته‌ای (ایتالیا) | ۱۵ مه ۲۰۰۶      | ۷ فوریه ۲۰۱۶  | مدار زمین (۶۱۰–۳۵۰)                        | [ ۱۹۵ ] [ ۱۹۶ ]     |
|       | آی‌بکس                         | ناسا | ۱۹ اکتبر ۲۰۰۸   | -             | مدار زمین (۲۹۵٬۰۰۰–۸۶٬۰۰۰)                 | [ ۱۹۷ ]             |
|       | طیف‌سنج مغناطیسی آلفا (AMS-02) | ناسا | ۱۶ مه ۲۰۱۱      | -             | مدار زمین (۳۵۳) در ایستگاه فضایی بین‌المللی | [ ۱۹۸ ]             |
|       | کاوشگر ذره‌ای ماده تاریک       | آکادمی علوم چین سازمان ملی فضایی چین                                                                    | ۱۷ دسامبر ۲۰۱۵  | -             | مدار زمین (۵۰۰)                            | [ ۱۹۹ ]             |

## امواج گرانشی
تلسکوپ‌هایی که در این دسته قرار می‌گیرند توانایی تشخیص امواج گرانشی را دارند، چین‌هایی در فضازمان که در اثر برخورد ستاره‌های نوترونی یا سیاه‌چاله‌ها ایجاد می‌شوند.
| تصویر | نام         | آژانس فضایی       | تاریخ عرضه    | خاتمه یافت   | محل (ارتفاع برحسب کیلومتر) | مراجع   |
| ----- | ----------- | ----------------- | ------------- | ------------ | -------------------------- | ------- |
|       | کاوشگر لیزا | آژانس فضایی اروپا | ۳ دسامبر ۲۰۱۵ | ۳۰ ژوئن ۲۰۱۷ | مدار خورشید مرکزی          | [ ۲۰۰ ] |

## در نوبت ارسال
| تصویر | نام                                                              | آژانس فضایی                          | تاریخ ارسال | تاریخ خاتمه | محل (ارتفاع برحسب کیلومتر)        | مراجع           |
| ----- | ---------------------------------------------------------------- | ------------------------------------ | ----------- | ----------- | --------------------------------- | --------------- |
|       | رصدخانه بین‌المللی قمری (ILO-X)                                   | انجمن بین‌المللی رصدخانه قمری         | ۲۰۲۳        | -           | حوضه قطب جنوب- آیتکن              | [ ۲۰۱ ] [ ۲۰۲ ] |
|       | آدیتیا-ال۱                                                       | سازمان پژوهش‌های فضایی هند            | ۲۰۲۳        | -           | مدار پایین زمین                   | [ ۲۰۳ ] [ ۲۰۴ ] |
|       | ماهواره پلاریتمر اشعه ایکس (XPoSat)                              | سازمان پژوهش‌های فضایی هند            | ۲۰۲۳        | -           | مدار پایین زمین                   | [ ۲۰۳ ] [ ۲۰۴ ] |
|       | تصویربرداری با اشعه ایکس و مأموریت طیف‌سنجی (XRISM)               | جاکسا                                | ۲۰۲۳        | -           | مدار پایین زمین                   | [ ۲۰۵ ] [ ۲۰۶ ] |
|       | اقلیدس                                                           | آژانس فضایی اروپا                    | ۲۰۲۳        | -           | خورشید - زمین، نقطه لاگرانژی ال-۲ | [ ۲۰۷ ]         |
|       | تولیمان                                                          | ناسا                                 | ۲۰۲۳        | -           | مدار پایین زمین                   | [ ۲۰۸ ]         |
|       | ژونتیان                                                          | سازمان ملی فضایی چین آکادمی علوم چین | ۲۰۲۳        | -           | مدار پایین زمین                   | [ ۲۰۹ ]         |
|       | طیف‌سنج تاریخ کیهان، دوره یونیزاسیون مجدد و کاوشگر یخ‌ها (SPHEREx) | ناسا                                 | ۲۰۳۵        | -           | مدار زمین                         | [ ۲۱۰ ]         |
|       | آستروست-۲                                                        | سازمان پژوهش‌های فضایی هند            | ۲۰۲۵        | -           | مدار زمین                         | [ ۲۱۱ ]         |
|       | پلاتو                                                            | آژانس فضایی اروپا                    | ۲۰۲۶        | -           | خورشید - زمین، نقطه لاگرانژی ال-۲ | [ ۲۱۲ ]         |
|       | نانسی گریس                                                       | ناسا وزارت انرژی ایالات متحده آمریکا | ۲۰۲۷        | -           | خورشید - زمین، نقطه لاگرانژی ال-۲ | [ ۲۱۳ ]         |
|       | آریل                                                             | آژانس فضایی اروپا                    | ۲۰۲۹        | -           | خورشید - زمین، نقطه لاگرانژی ال-۲ | [ ۲۱۴ ]         |
|       | تلسکوپ پیشرفته برای نجوم با انرژی بالا (ATHENA)                  | ناسا جاکسا آژانس فضایی اروپا         | ۲۰۳۵        | -           | خورشید - زمین، نقطه لاگرانژی ال-۲ | [ ۲۱۵ ]         |
|       | آنتن فضایی تداخل سنج لیزری (LISA)                                | آژانس فضایی اروپا                    | ۲۰۳۷        | -           | مدار خورشید مرکزی                 | [ ۲۱۶ ]         |

## واژه‌نامه
1. ↑  High Energy Astronomy Observatory
2. ↑  Low Energy Gamma-Ray Imager
3. ↑  X-ray background
4. ↑  Netherlands Institute for Space Research
5. ↑  Science and Engineering Research Council
6. ↑  Cosmic Radiation Satellite
7. ↑  Institute of Space and Astronautical Science
8. ↑  Hakucho
9. ↑  Tenma
10. ↑  Astron
11. ↑  European X-ray Observatory Satellite
12. ↑  Ginga
13. ↑  Broad Band X-ray Telescope
14. ↑  BeppoSAX
15. ↑  XMM-Newton
16. ↑  Suzaku
17. ↑  Nuclear Spectroscopic Telescope Array
18. ↑  Astrosat
19. ↑  Mikhailo Lomonosov
20. ↑  Orbiting Astronomical Observatory 2
21. ↑  Orion
22. ↑  Far Ultraviolet Camera/Spectrograph
23. ↑  Cosmic Hot Interstellar Spectrometer
24. ↑  Korea Advanced Institute of Science and Technology Satellite 4
25. ↑  Interface Region Imaging Spectrograph
26. ↑  Hisaki
27. ↑  Venus Spectral Rocket Experiment
28. ↑  Bright(-star) Target Explorer
29. ↑  High Earth orbit
30. ↑  Infrared Telescope in Space
31. ↑  National Space Development Agency of Japan
32. ↑  Midcourse Space Experiment
33. ↑  Submillimeter Wave Astronomy Satellite
34. ↑  Wide Field Infrared Explorer
35. ↑  Akari
36. ↑  Odin
37. ↑  Swedish Space Corporation
38. ↑  Astro Space Center
39. ↑  Particle showers
40. ↑  Solar Anomalous and Magnetospheric Particle Explorer
41. ↑  Alpha Magnetic Spectrometer
42. ↑  Payload for Antimatter Matter Exploration and Light-nuclei Astrophysics
43. ↑  Swedish National Space Agency
44. ↑  Istituto Nazionale di Fisica Nucleare
45. ↑  Dark Matter Particle Explorer